# Giannis Fivos Botos
Giannis Fivos Botos (Grieks: Γιάννης Φοίβος Μπότος) (Athene, 20 december 2000) is een Grieks voetballer die meestal als middenvelder speelt.

## Carrière
Giannis Fivos Botos speelde in de jeugd van AO Diana Ilioupolis en AEK Athene. Hij debuteerde in het eerste elftal van AEK op 12 oktober 2018, in de met 2-1 van PAS Lamia gewonnen bekerwedstrijd. In de volgende bekerwedstrijd, die met 0-4 werd gewonnen van Apollon Larissa FC, scoorde hij zijn eerste doelpunt. In het seizoen 2019/20 maakte hij zijn competitiedebuut tegen AE Larissa 1964. In de winterstop van het seizoen 2020/21 werd hij voor anderhalf jaar aan Go Ahead Eagles verhuurd. Botos debuteerde voor Go Ahead op 5 januari 2021, in de met 2-3 gewonnen uitwedstrijd tegen Jong PSV. Hij werd een vaste waarde bij het Go Ahead wat tweede werd in de Eerste divisie en zodoende naar de Eredivisie promoveerde. In zijn tweede seizoen had hij last van kleine blessures, waardoor hij in de loop van het seizoen 2021/22 zijn basisplaats verloor. Na het einde van zijn verhuurperiode werd hij door AEK aan het Moldavische Sheriff Tiraspol verhuurd.
In 2023 werd zijn contract bij AEK ontbonden en tekende Botos bij Helmond Sport.

### Statistieken
| Seizoen                        | Club                  | Land           | Competitie        | Competitie | Competitie | Beker | Beker | Internationaal | Internationaal | Totaal | Totaal |
| Seizoen                        | Club                  | Land           | Competitie        | Wed.       | Dlp.       | Wed.  | Dlp.  | Wed.           | Dlp.           | Wed.   | Dlp.   |
| ------------------------------ | --------------------- | -------------- | ----------------- | ---------- | ---------- | ----- | ----- | -------------- | -------------- | ------ | ------ |
| 2018/19                        | AEK Athene            | Griekenland    | Super League      | 0          | 0          | 5     | 1     | 0              | 0              | 5      | 1      |
| 2019/20                        | AEK Athene            | Griekenland    | Super League      | 2          | 0          | 0     | 0     | 0              | 0              | 2      | 0      |
| 2020/21                        | AEK Athene            | Griekenland    | Super League      | 1          | 0          | 0     | 0     | 1              | 0              | 2      | 0      |
| 2020/21                        | → Go Ahead Eagles     | Nederland      | Eerste divisie    | 21         | 4          | 1     | 0     | –              | –              | 22     | 4      |
| 2021/22                        | → Go Ahead Eagles     | Nederland      | Eredivisie        | 22         | 3          | 3     | 1     | –              | –              | 25     | 4      |
| 2022/23                        | → FC Sheriff Tiraspol | Moldavië       | Divizia Națională | 7          | 1          | 1     | 2     | 3              | 0              | 11     | 3      |
| 2022/23                        | AEK Athene B          | Griekenland    | Super League 2    | 9          | 1          | –     | –     | –              | –              | 9      | 1      |
| 2023/24                        | Helmond Sport         | Nederland      | Eerste divisie    | 20         | 7          | 1     | 0     | 0              | 0              | 21     | 7      |
| Carrièretotaal                 | Carrièretotaal        | Carrièretotaal | Carrièretotaal    | 82         | 16         | 11    | 4     | 4              | 0              | 97     | 20     |
| Bijgewerkt op 24 december 2023 |                       |                |                   |            |            |       |       |                |                |        |        |